# Глобальное потепление

Изменения температуры воздуха наиболее выражены в северных широтах и над сушей

Глоба́льное потепле́ние — длительное повышение средней температуры климатической системы Земли, происходящее уже более века, основной причиной чего, по мнению подавляющего большинства учёных, является человеческая деятельность (антропогенный фактор).

Повышение температуры поверхности Земли с конца XIX века

Начиная с 1850 года, в десятилетнем масштабе температура воздуха в каждое десятилетие была выше, чем в любое предшествующее десятилетие.
С 1750—1800 годов человек ответственен за повышение средней глобальной температуры на 0,8—1,2 °C.
Вероятная величина дальнейшего роста температуры на протяжении XXI века на основе климатических моделей составляет 0,3—1,7 °C для минимального сценария эмиссии парниковых газов, 2,6—4,8 °C — для сценария максимальной эмиссии.
Последствия глобального потепления включают повышение уровня моря, региональные изменения осадков, более частые экстремальные погодные явления, такие как жара и расширение пустынь. Как указывается на сайте ООН, существуют тревожные свидетельства того, что превышение пороговых показателей, ведущее к необратимым изменениям в экосистемах и климатической системе нашей планеты, уже произошло.

## Общие сведения

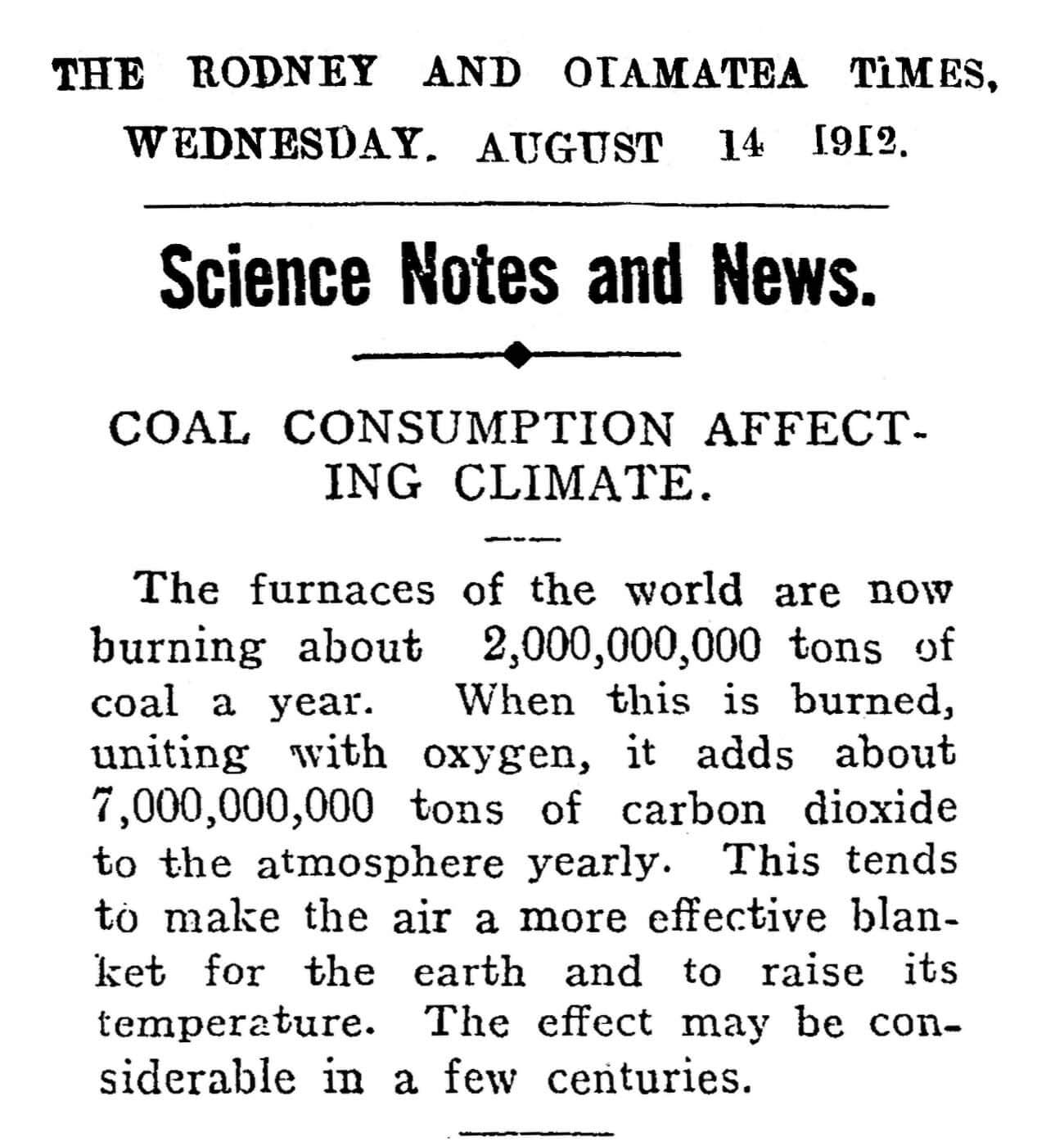
Статья в новозеландской газете (опубликована 14 августа 1912 года), описывающая принципы глобального потепления

В 1988 году при участии Организации Объединённых Наций (ООН) в целях предоставления объективных научных данных была создана Межправительственная группа экспертов по изменению климата (IPCC, МГЭИК), работающая под эгидой ООН.
Последовавшие годы послужили достижению научного консенсуса в оценке причин глобального потепления. В Четвёртом оценочном докладе МГЭИК (2007, Assessment Report 4 или AR4), констатировалась 90%-я вероятность того, что большая часть изменения температуры вызвана повышением концентрации парниковых газов вследствие человеческой деятельности.
В своём Пятом докладе (2014), МГЭИК заявила:
Было установлено влияние человека на повышение температур атмосферы и океана, изменение глобального гидрологического цикла, уменьшение количества снега и льда, повышение глобального среднего уровня моря и на некоторые экстремальные климатические явления... Чрезвычайно вероятно, что влияние человека было основной причиной потепления, наблюдаемого с середины ХХ-го века.
В 2021 и 2022 годах вышел Шестой оценочный доклад МГЭИК. В рамках подготовки к нему вышедший в 2018 году специальный доклад «Глобальное потепление на 1,5 °C» получил широкое освещение в СМИ по всему миру.
Как отмечается в публикации Б. Сантера и соавт. в Nature Climate Change от 25.02.2019, с 2016 года степень уверенности в том, что изменение климата вызвано деятельностью человека, достигла так называемого «золотого стандарта» в пять сигм (99,9999 % вероятности неслучайного результата).
Результатами роста глобальной температуры являются повышение уровня моря, изменение количества и характера осадков, увеличение пустынь.
К другим последствиям потепления относятся: увеличение частоты экстремальных погодных явлений, включая волны жары, засухи и ливни; окисление океана; вымирание биологических видов из-за изменения температурного режима. К важным для человечества последствиям относится угроза продовольственной безопасности из-за негативного влияния на урожайность (особенно в Азии и Африке) и потеря мест обитания людей из-за повышения уровня моря.
Политика противодействия глобальному потеплению включает его смягчение за счёт сокращения эмиссии парниковых газов, а также адаптацию к его воздействию. В будущем, по мнению некоторых, станет возможной геоинженерия. Подавляющее большинство стран мира участвует в Рамочной конвенции ООН по изменению климата. Они согласились с необходимостью глубокого сокращения эмиссии с целью ограничения глобального потепления величиной 2,0 °C.
В 2000—2010 годах эмиссия парниковых газов увеличивалась на 2,2 % в год. В 1970—2000 рост составлял 1,3 % в год.

## Изменение температуры
Средняя приповерхностная температура воздуха за период 1901—2012 годов выросла на 0,89±0,20 °C. Весьма вероятно, что 30-летний период 1983—2012 гг. был самым тёплым в Северном полушарии за последние 800 лет. Изменения климата, вызванные парниковыми газами, уже в первой половине XX века повлияли на развитие растений, в частности, в начале XX века повысился риск засухи в мировом масштабе.
Потепление, выявляемое прямыми замерами температуры воздуха, согласуется с широким спектром наблюдений, выполненных многими независимыми исследовательскими группами. Примерами таких наблюдений могут быть рост уровня моря (вызванный термическим расширением воды при нагревании), таяние ледников, рост теплосодержания океана, увеличение влажности, более раннее наступление весны. Вероятность случайного совпадения таких событий практически равна нулю.
В масштабе нескольких десятилетий процесс потепления атмосферы заметно стабильнее, чем в масштабах порядка десятилетия, периоды 10 или 15 лет часто показывают более слабые или более сильные тенденции потепления. Такие относительно краткосрочные колебания накладываются на долговременный тренд потепления и могут временно маскировать его. Относительная стабильность атмосферных температур в 2002—2009 годах, которую многие СМИ и некоторые учёные называли «паузой» или «приостановкой» глобального потепления, является примером такого эпизода. Хотя темпы роста приповерхностной температуры атмосферы и уменьшились в этот период, океан продолжал накапливать тепло, причём на бо́льших глубинах, чем ранее.
Каждый год периода 1986—2013 был жарче среднего за период 1961—1990 годов.
По состоянию на 2019 год, 20 самых тёплых лет в истории наблюдений, ведущихся с 1850 года, приходятся на последние 22 года, являются самыми тёплыми за всю историю наблюдений десятилетие 2000-х и четыре последних года 2015—2018, в числе которых опережающий все остальные 2016 год.
В различных частях земного шара температуры меняются по-разному. С 1979 года температура над сушей выросла вдвое больше, чем над океаном. Температура воздуха над океаном растёт медленнее из-за его большой теплоёмкости и затрат энергии на испарение. Северное полушарие нагревается быстрее, чем южное, из-за меридионального переноса тепла в океане, также вносит свой вклад разница альбедо полярных регионов. В Арктике темпы потепления вдвое больше среднемировых, при этом температуры там отличаются резкой изменчивостью. Хотя в северном полушарии эмиссия парниковых газов намного выше, чем в южном, причина различий в потеплении не в этом, поскольку время жизни основных парниковых газов позволяет им эффективно перемешиваться в атмосфере.
Термическая инерция океанов и медленная реакция других элементов климатической системы означают, что климату потребуются столетия для достижения равновесного состояния.

## Причины потепления (внешние воздействия)

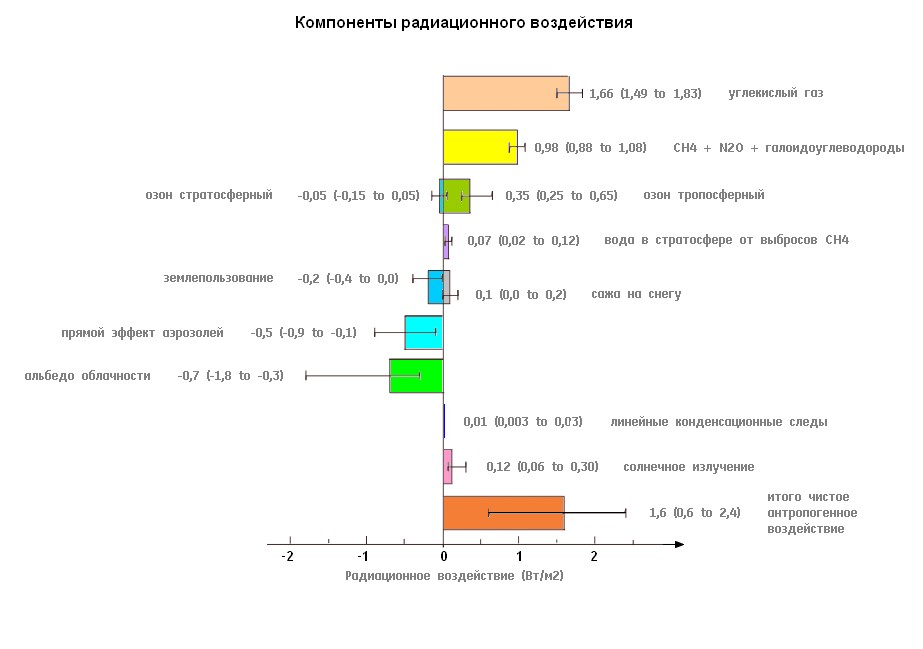
Глобальное среднее радиационное воздействие в 2005 г. (наилучшие оценки и диапазоны неопределённости 5-95 %) для СО2, CH4, N2O и других важных веществ и механизмов по отношению к 1750 г. на основании данных из Четвёртого доклада МГЭИК

Климатическая система реагирует на изменения внешних воздействий (англ. external forcings), способных «толкать» климат в сторону потепления или похолодания. Примерами таких воздействий являются: изменение газового состава атмосферы (изменение концентрации парниковых газов), вариации светимости Солнца, вулканические извержения, изменения в орбитальном движении Земли вокруг Солнца.

### Выбросы парниковых газов

Эмиссия СО_{2} от сжигания ископаемого топлива и производства цемента

Земля преобразует энергию падающего на неё видимого солнечного света в инфракрасное излучение, исходящее от Земли в космос. Парниковые газы затрудняют этот процесс, частично поглощая инфракрасное излучение и удерживая уходящую в космос энергию в атмосфере. Добавляя в атмосферу парниковые газы, человечество ещё больше увеличивает поглощение инфракрасных волн в атмосфере, что ведёт к росту температуры у поверхности Земли.
Парниковый эффект был обнаружен Жозефом Фурье в 1824 году и впервые был количественно исследован Сванте Аррениусом в 1896.
На Земле основными парниковыми газами являются: водяной пар (ответственен примерно за 36—70 % парникового эффекта, без учёта облаков), углекислый газ (CO2) (9—26 %), метан (CH4) (4—9 %) и озон (3—7 %). Азот (N2), кислород (O2) и любые другие газы, молекулы которых имеют строго симметричное распределение электрического потенциала, прозрачны для инфракрасного излучения и никакого значения для парникового эффекта не имеют. Особенностью водяного пара является способность конденсироваться и зависимость его концентрации в атмосфере от температуры воздуха, что придаёт ему свойство положительной обратной связи в климатической системе.
Около половины всех парниковых газов, получаемых в ходе хозяйственной деятельности человечества, остаётся в атмосфере. Около трёх четвертей всех антропогенных выбросов углекислого газа за последние 20 лет стали результатом добычи и сжигания нефти, природного газа и угля, при этом примерно половина объёма антропогенных выбросов углекислоты связывается наземной растительностью и океаном. Бо́льшая часть остальных выбросов CO2 вызвана изменениями ландшафта, в первую очередь вырубкой лесов, однако скорость связывания наземной растительностью углекислого газа превосходит скорость его антропогенного высвобождения вследствие сведения лесов. По данным МГЭИК ООН, до трети общих антропогенных выбросов CO2 являются результатом обезлесения. Около четверти всех парниковых газов образуется из-за сельскохозяйственной деятельности.
Влияние богатых
По данным Oxfam и Stockholm Environment Institute за 2015 год, на 10 % наиболее состоятельных людей в мире приходится 50 % выбросов CO2, при этом 15 % выбросов приходится на 1 % самых богатых, что примерно в два раза превышает выбросы, приходящиеся на долю 50 % из нижней части шкалы доходов (7 % выбросов). При этом негативные последствия выбросов CO2 наиболее сильно воздействуют на бедную часть мирового населения.

### Твёрдые аэрозольные частицы и сажа

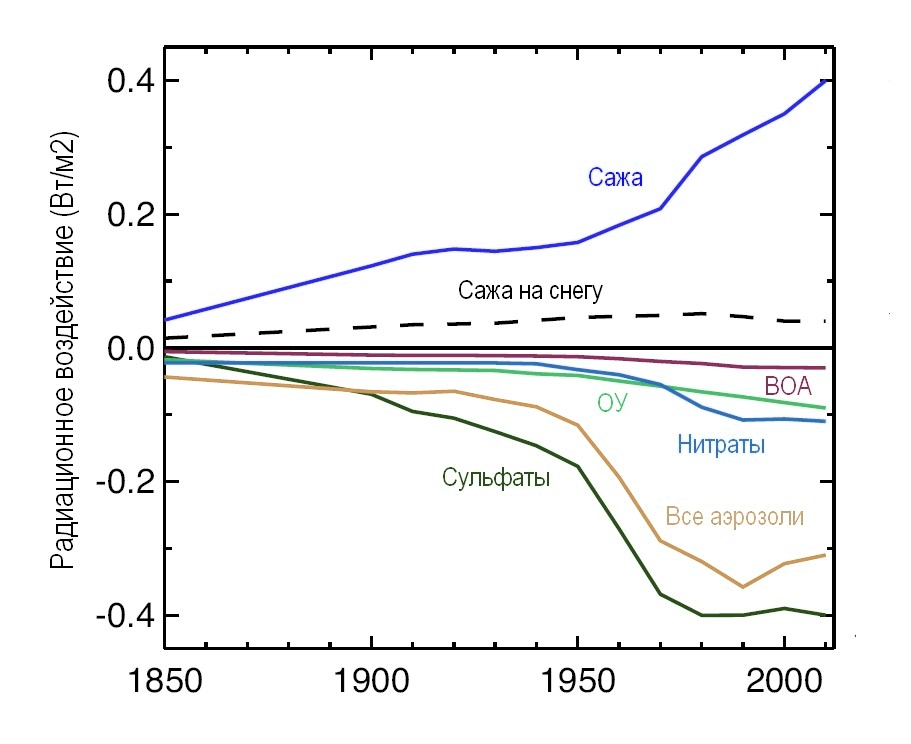
Изменение радиационного воздействия аэрозольных частиц в атмосфере и на поверхности снега и льда. В качестве независимых компонентов показано воздействие сажи (black carbon), сажи на снегу, органического углерода (ОУ), вторичных органических аэрозолей (ВОА), нитратов и сульфатов. Использованы приведённые в материалах первой рабочей группы Пятого оценочного доклада МГЭИК данные Shindell et al 2013c и Lee et al. 2013 в сочетании с результатами моделей GISS-E2 и OsloCTM2.

Как минимум с начала 1960-х годов и, по крайней мере, до 1990 года наблюдалось постепенное уменьшение количества солнечного света, достигающего поверхности Земли. Это явление называют глобальным затемнением. Главной его причиной являются пылевые частицы, попадающие в атмосферу при вулканических выбросах и в результате производственной деятельности. Наличие таких частиц в атмосфере создаёт охлаждающий эффект, возникающий благодаря их способности отражать солнечный свет. Два побочных продукта сжигания ископаемого топлива — CO2 и аэрозоли — на протяжении нескольких десятилетий частично компенсировали друг друга, уменьшая эффект потепления в этот период.
Радиационное воздействие аэрозольных частиц зависит от их концентрации. При сокращении выбросов частиц снижение концентрации предопределяется их временем жизни в атмосфере (порядка одной недели). Углекислый газ имеет время жизни в атмосфере, измеряемое столетиями, таким образом, изменение концентрации аэрозолей способно дать лишь временную отсрочку потеплению, вызываемому CO2.
Мелкодисперсные частицы углерода (сажа) по своему влиянию на рост температуры уступают только CO2. Их воздействие зависит от того, находятся ли они в атмосфере или на поверхности земли. В атмосфере они поглощают солнечную радиацию, нагревая воздух и охлаждая поверхность. В изолированных районах с высокой концентрацией сажи, например, в сельских районах Индии, до 50 % потепления у поверхности земли маскируется облаками из сажи. При выпадении на поверхность, особенно на ледники или на снег и лёд в Арктике, частицы сажи приводят к нагреву поверхности за счёт снижения её альбедо.
Кроме непосредственного воздействия путём рассеивания и поглощения солнечной энергии, аэрозольные частицы служат центрами конденсации влаги, способствуя формированию облаков из большого количества мелкодисперсных капель. Такие облака сильнее отражают солнечный свет, чем облака из более крупных капель. Эта роль аэрозольных частиц сильнее выражена в отношении облаков над морем, чем над сушей. Косвенные эффекты аэрозолей представляют собой самый большой источник неопределённости в оценке различных видов радиационных воздействий. Влияние аэрозольных частиц географически неравномерно, оно наиболее выражено в тропиках и субтропиках, особенно в Азии.

### Изменение солнечной активности

Среднегодовые значения измеренной общей солнечной радиации: данные проекта ACRIM (Willson and Mordvinov, 2003), физико-метеорологической обсерватории в Давосе (PMOD) (Frohlich, 2006) и Королевского метеорологического института Бельгии (RMIB) (Dewitte et al., 2004). Эти данные приведены к среднегодовому значению 2003—2012 годов. Также показаны измерения проекта TIM (Kopp and Lean, 2011) Источник: материалы первой рабочей группы Пятого оценочного доклада МГЭИК.

Светимость Солнца и его спектр изменяются на временных интервалах от нескольких лет до тысячелетий. Эти изменения имеют периодические составляющие, наиболее выраженной из которых является 11-летний цикл солнечной активности (цикл Швабе). Изменения также включают в себя апериодические колебания. В последние десятилетия (с 1978 года) солнечная активность измеряется с помощью спутников, для более ранних периодов она рассчитывается с использованием косвенных индикаторов. Изменения в солнечной радиации оказывают влияние на климат Земли среди множества прочих факторов.
Изменения в общей солнечной радиации слишком малы для прямого измерения с помощью технологий, которые были доступны до начала спутниковой эры. Общая светимость Солнца в течение последних трёх 11-летних циклов солнечной активности изменяется с амплитудой примерно 0,1 %, или около 1,3 Вт/м2, за время прямых измерений имеется незначительный отрицательный тренд. Количество солнечной энергии, получаемой на внешней границе атмосферы Земли, в среднем составляет 1361 (по более старым оценкам — 1366) Вт/м2. Прямых измерений светимости за более ранний период не существует, интерпретации косвенных индикаторов в научной литературе заметно отличаются. В целом доминирует мнение, что интенсивность солнечного излучения, достигающего Земли, в течение последних 2000 лет была относительно постоянной, с вариациями примерно 0,1—0,2 %. Вариации светимости Солнца, вместе с вулканической деятельностью, предположительно, способствовали изменению климата в прошлом, например, во время Маундеровского минимума. Чтобы объяснить нынешнее изменение климата, эти вариации слишком слабы. В последние десятилетия их влияние незначительно по величине и направлено в сторону похолодания. Пятый доклад МГЭИК оценивает воздействие Солнца на климат с 1986 года по 2008 год величиной −0,04 Вт/м2.
Другим аргументом против Солнца как возможной причины нынешнего потепления является распределение температурных изменений в атмосфере. Модели и наблюдения показывают, что потепление в результате усиления парникового эффекта приводит к нагреву нижних слоёв атмосферы (тропосферы) и одновременному охлаждению её верхних слоёв (стратосферы). Если бы потепление было результатом воздействия Солнца, повышение температуры наблюдалось бы и в тропосфере, и в стратосфере.

## Обратные связи
Климатическая система включает в себя ряд обратных связей, которые меняют реакцию системы на внешние воздействия. Положительные обратные связи усиливают отклик климатической системы на исходное воздействие, а отрицательные — уменьшают.
К обратным связям относятся: вода в атмосфере (рост влажности при нагреве воздуха способствует дополнительному потеплению из-за парниковых свойств водяного пара), изменение альбедо (площадь снега и льда на планете уменьшается по мере потепления, что приводит к увеличению поглощения солнечной энергии и дополнительному потеплению), изменения облачного покрова (могут воздействовать как в сторону потепления, так и похолодания), изменения углеродного цикла (например, высвобождение CO2 из почвы). Главной отрицательной обратной связью является увеличение инфракрасного излучения с земной поверхности в космос по мере её нагрева. По закону Стефана — Больцмана удвоение температуры приводит к увеличению излучения энергии с поверхности в 16 раз.
Обратные связи являются важным фактором в определении чувствительности климатической системы к возрастанию концентрации парниковых газов. Большая чувствительность означает (при прочих равных условиях) большее потепление при заданном уровне воздействия парниковых газов. Высокая неопределённость величины некоторых обратных связей (в особенности облаков и углеродного цикла) — главная причина того, что модели климата способны предсказывать лишь диапазоны возможных величин потепления, а не точные их значения для заданного сценария эмиссии.

## Климатическое моделирование

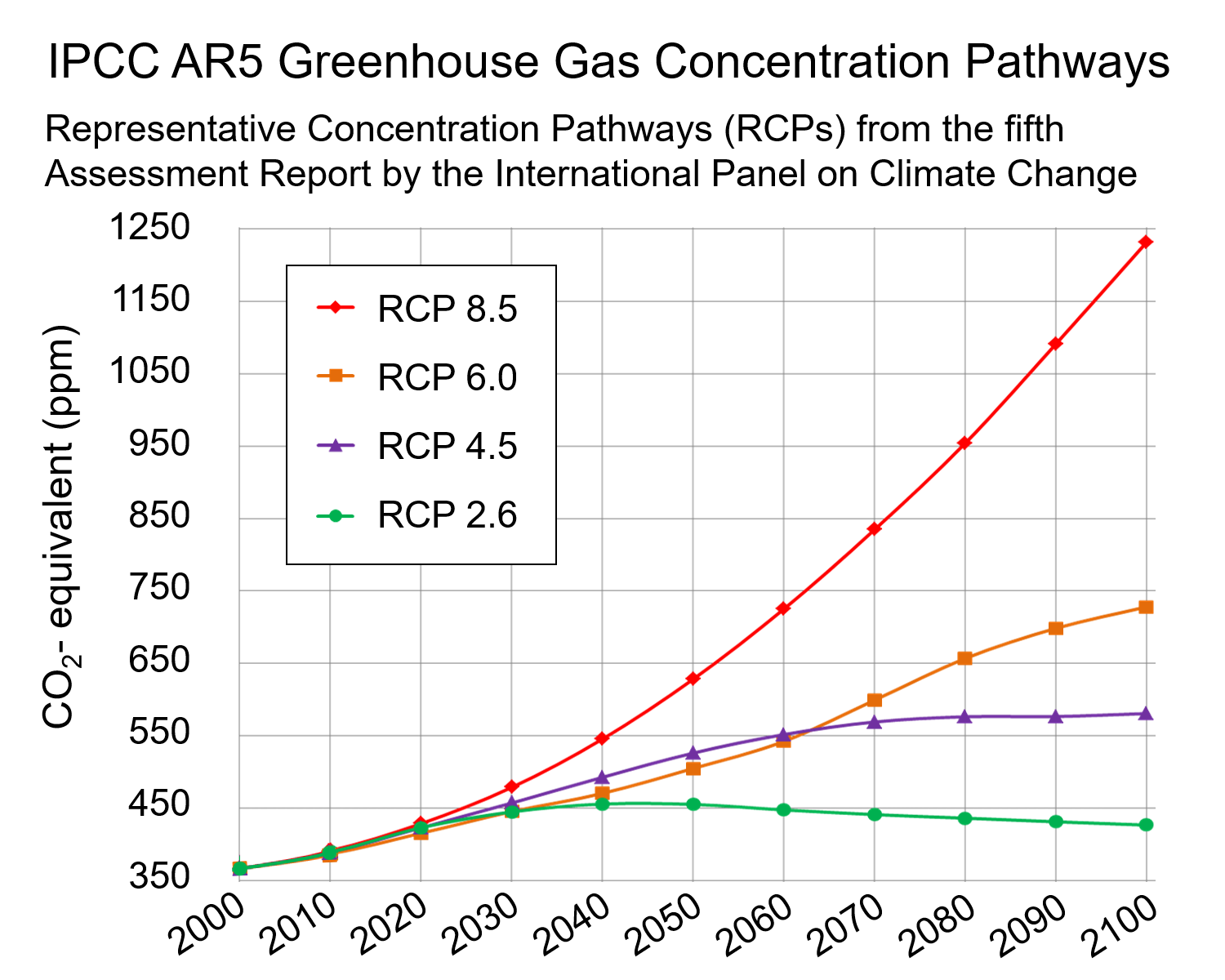
Уровень CO_{2} в будущем по разным сценариям

Климатические модели представляют собой численное описание климатической системы на основании представления о её основных физических, химических и биологических параметрах. Климатические модели могут быть различной степени сложности. Например, может быть построена модель как для каждого отдельного климатического компонента, так и для всей Земли в целом. Модели используются для исследования и прогнозирования климата, а также для более краткосрочных предсказаний погоды.

## Историческая перспектива

Реконструкция температур за последние 2 тыс. лет («хоккейная клюшка»)

Реконструкция температур за последние 12 тыс. лет

В 1999 году были опубликованы данные, что современный рост температур очень резкий и носит беспрецедентный характер, не имеющий аналогов в течение последних двух тысяч лет. График, демонстрирующий рост температуры, получил за свою форму название «хоккейная клюшка». После этой публикации тема глобального потепления впервые зазвучала на межгосударственном уровне и вскоре стала одной из главных тем климатологии и современной мировой политики.
В своё время «хоккейная клюшка» была подвергнута критике, в частности, за использование разных методик при определении температуры в исторической части графика и в его современной части. Также ставились под сомнение применённые в ней статистические методы. Дебаты быстро вышли за пределы собственно научной области, став предметом внимания популярных СМИ и политических дискуссий. Тем не менее большинство климатологов согласны с выводами о том, что температура, достигнутая в XX веке, была наивысшей за последние 1300 лет (хотя и не для всех регионов). Выводы «климатической клюшки» были, в целом, подтверждены в нескольких десятках последующих исследований. Эволюция климата на временных отрезках десятков и сотен тысяч лет находится под воздействием изменений в орбитальном движении Земли вокруг Солнца. Орбитальные циклы представляют собой медленные вариации на временном протяжении порядка десятков тысяч лет, в настоящее время они находятся в тренде похолодания, который мог бы в отдалённой перспективе привести к новому периоду оледенения, если бы накопленный эффект антропогенного воздействия не препятствовал этому.
По данным исследовательской группы CAT, российское вторжение на Украину весной 2022 года привело к значительному росту инвестиций в добычу углеводородов во всем мире, что ставит под угрозу выполнение планов по снижению темпов глобального потепления. Согласно отчёту CAT, рост добычи углеводородов может привести к необратимому изменению климата.
С учётом летнего пика температур летом 2023 года, учёные пришли к выводу, что удержать рост средней температуры в пределах ограничения в 1,5 °C практически невозможно.

## Последствия

### Климатические последствия

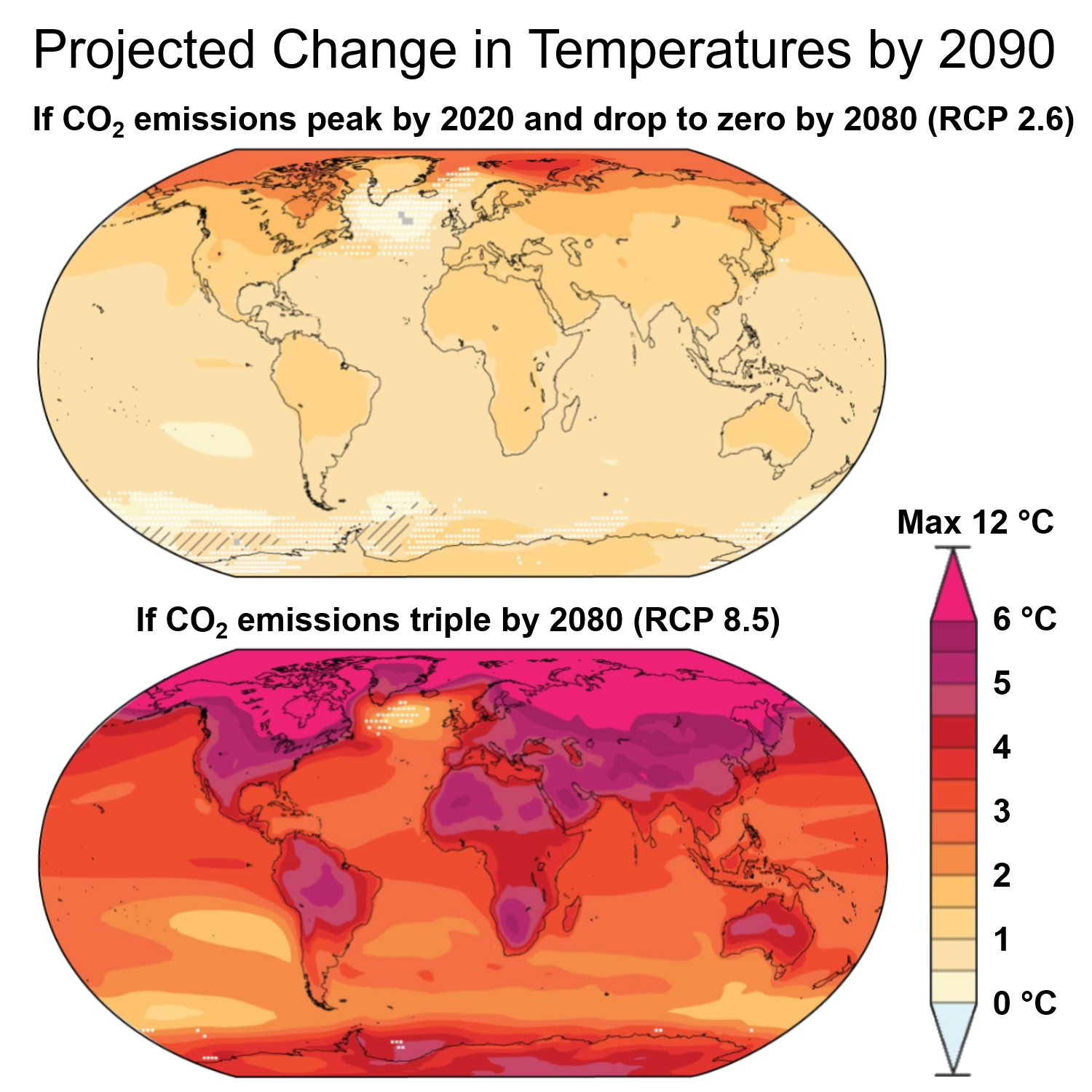
Климат земли в 2090 году, по сценариям RCP 2.6 и RCP 8.5

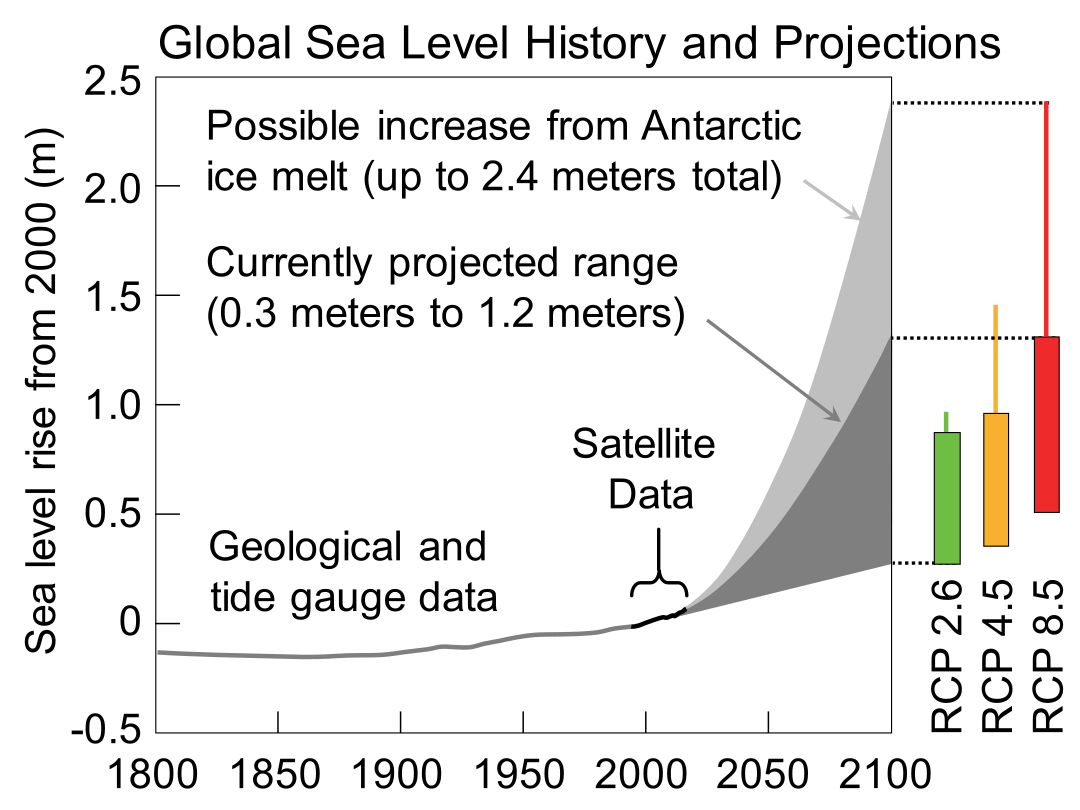
Повышение уровня моря по разным сценариям

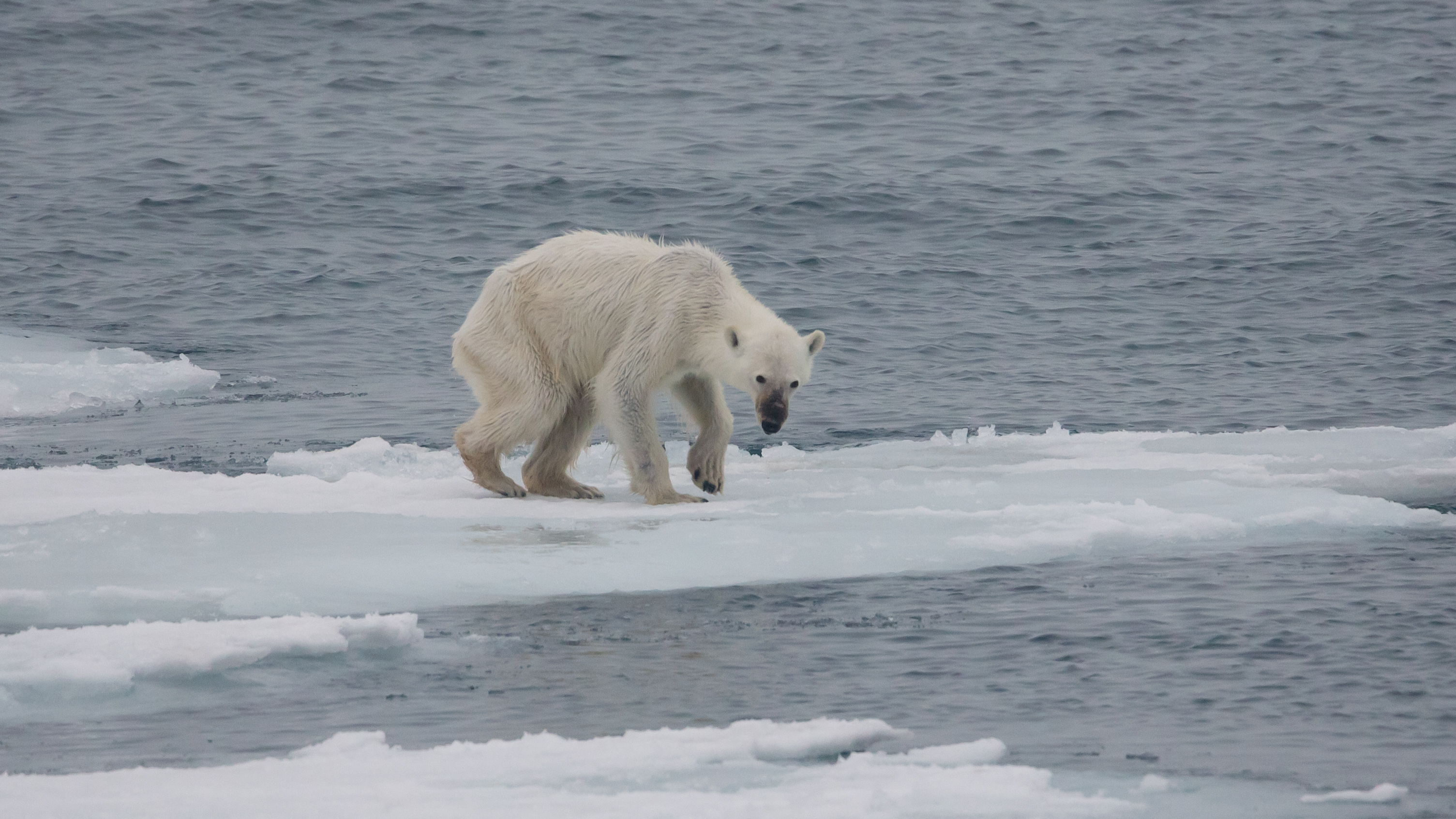
Поскольку изменение климата приводит к таянию морского льда, Геологическая служба США прогнозирует, что две трети полярных медведей исчезнут к 2050 году.

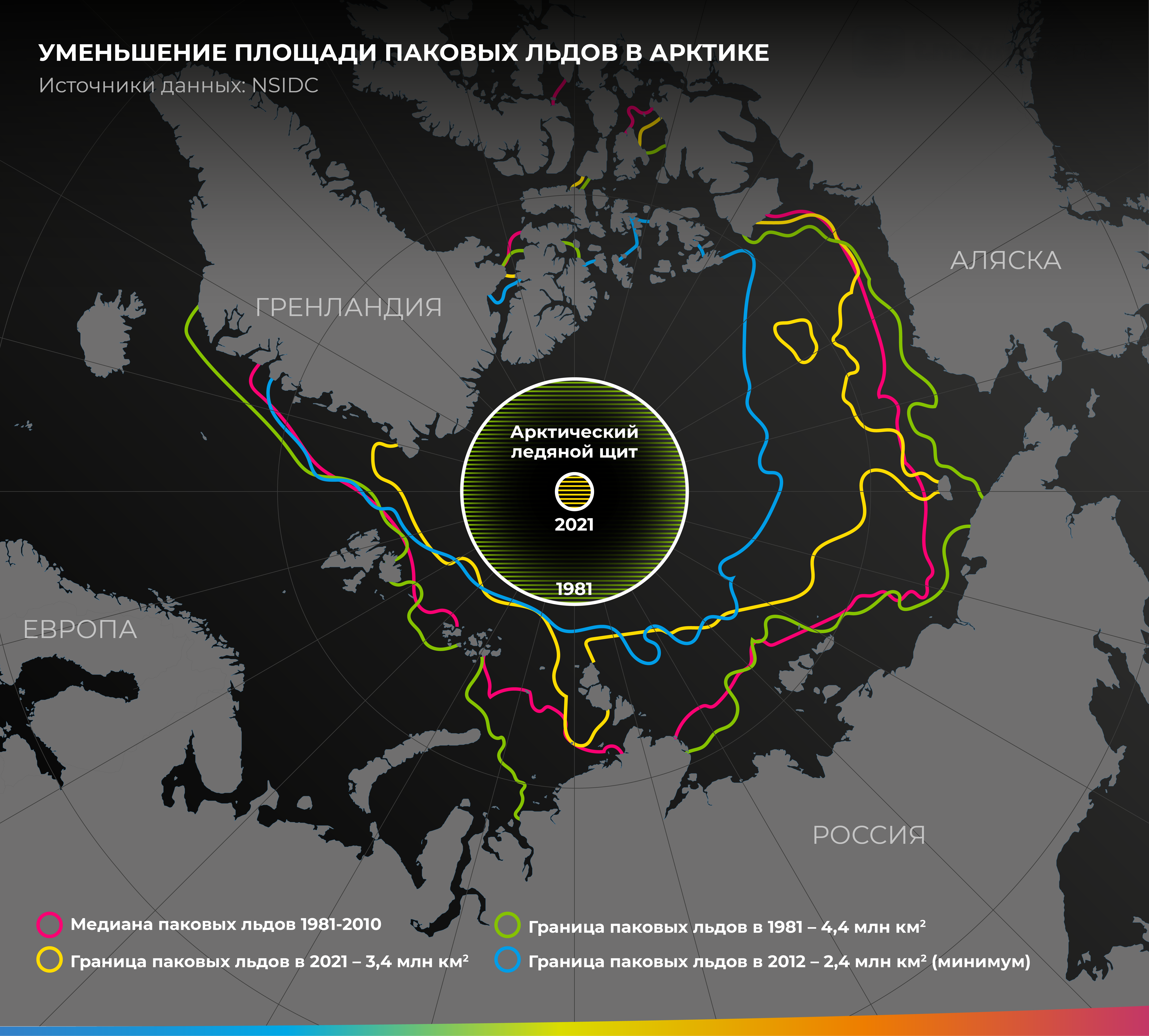
Уменьшение площади паковых льдов в Арктике

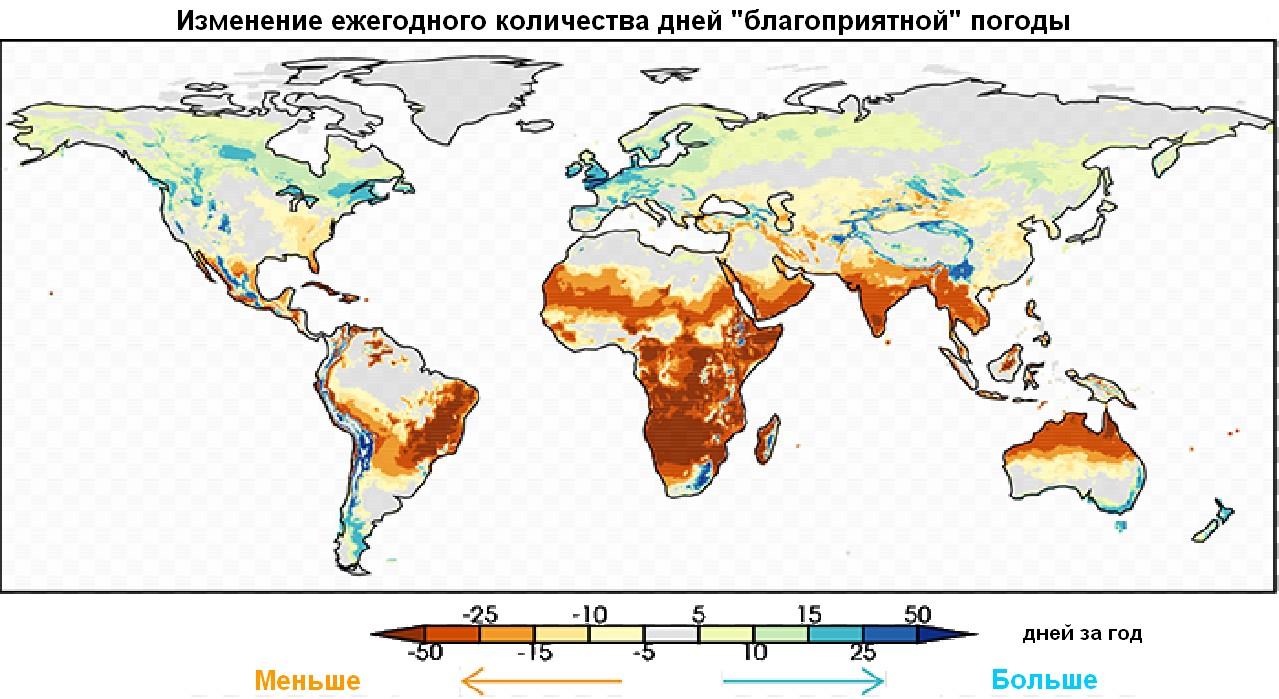
Изменение количества дней «благоприятной» погоды в году, показана разница периода 1986—2005 годов в сравнении с 2081—2100 годами. Синим показаны области, в которых прогнозируется увеличение, коричневым — уменьшение числа таких дней. Источник — Van der Wiel/ NOAA/ Princeton.

Воздействие глобального потепления на окружающую среду является широким и далеко идущим. Оно включает в себя следующие разнообразные эффекты:
- Таяние арктических льдов, повышение уровня моря, отступление ледников: глобальное потепление привело к десятилетиям сокращения и истончения арктического морского льда. Сейчас он находится в опасном положении и уязвим для атмосферных аномалий[88]. Прогнозы сокращения арктического морского льда отличаются друг от друга[89][90]. Последние прогнозы предполагают, что Арктика может быть свободной ото льда (определяется как протяжённость льда менее 1 миллиона км²) в летний период уже в 2025—2030 годах.[91] По оценкам, повышение уровня моря с 1993 года составляло в среднем от 2,6 мм до 2,9 мм в год ± 0,4 мм. Кроме того, повышение уровня моря ускорилось за период наблюдений с 1995 по 2015 год[92]. Сценарий МГЭИК с высоким уровнем эмиссии предполагает, что в течение XXI века уровень моря в среднем может вырасти на 52-98 см[93].

- Природные катаклизмы: повышение глобальной температуры приведёт к изменениям в количестве и распределении атмосферных осадков. Атмосфера становится более влажной, выпадает больше дождей в высоких и низких широтах, и меньше — в тропических и субтропических регионах[94]. В результате могут участиться наводнения, засухи, ураганы и другие экстремальные погодные явления. Потепление должно, по всей вероятности, увеличивать частоту и масштаб таких событий[95]. По мнению одних исследователей, увеличение температуры морской воды может приводить к увеличению энергии ураганов, по мнению других — «эмпирические данные не указывают на увеличение частоты формирования более мощных циклонов»[96].
- Волны тепла и другие квазистационарные погодные состояния: частота событий чрезвычайно жаркой погоды по сравнению с десятилетиями до 1980 года увеличилась приблизительно в 50 раз. Сорок лет назад чрезвычайная летняя жара, как правило, затрагивала 0,1 — 0,2 % поверхности земного шара, сегодня около 10 %, прогнозируется дальнейший рост[97]. Ярким примером может служить лето 2010 года в европейской части России[98]. Исследователи связывают такие явления с уменьшением подвижности и увеличением амплитуды атмосферных волн Россби, что является следствием уменьшения разницы температур между полюсами и экватором из-за опережающего потепления в высоких широтах[99][100].

- Уменьшение дней «благоприятной» погоды: исследователи определяют её границы температурой 18 °C — 30 °C, осадками не более 1 мм в сутки и невысокой влажностью, с точкой росы ниже 20 °C. В среднем на Земле «благоприятная погода» удерживается 74 дня в году, из-за глобального потепления произойдёт уменьшение этого показателя[87].
- Закисление океана, деоксигенация океана[101][102]: увеличение концентрации углекислого газа в атмосфере привело к увеличению растворённого CO2 в морской воде и, следовательно, повышению кислотности океана, измеряемой по более низким значениям pH[101]. Закисление океана угрожает коралловым рифам, рыболовству, охраняемым видам и другим природным ресурсам, представляющих ценность для общества[101][103][104].
- Долгосрочные последствия глобального потепления: в рамках столетий и тысячелетий масштабы глобального потепления будут определяться, в первую очередь, антропогенными выбросами CO2[105]. Это связано с очень долгим временем жизни углекислого газа в атмосфере[105]. Долгосрочные эффекты также включают реакцию земной коры, вызванную таянием льда и последующей дегляциацией в процессе, называемом гляциоизостазия, при котором участки суши перестают испытывать давление массы льда. Это может привести к оползням и усилению сейсмической и вулканической активности. Вызванные потеплением воды в океане, таянием вечной мерзлоты на дне океана или выделением газовых гидратов подводные оползни могут стать причинами цунами[106].
- Резкое изменение климата[англ.] может происходить внезапно и быть необратимым. Примерами резких изменений климата являются быстрое высвобождение метана и углекислого газа из вечной мерзлоты, что приведёт к усилению глобального потепления. Другим примером является возможность замедления или прекращения циркуляции атлантических меридиональных течений[англ.] (см. также Отключение термохалинной циркуляции[англ.])[107][108]. Это может вызвать охлаждение в Северной Атлантике, Европе и Северной Америке.[109][110] Это особенно повлияет на такие районы, как Британские острова, Франция и страны Северной Европы, которые нагреваются Северо-Атлантическим течением[111][112].

### Воздействие на экосистемы

График основан на математической модели Эдварда Уилсона и других, связывающей исчезновение видов с утерей мест обитания

Потепление климата может привести к смещению ареалов биологических видов к полярным зонам и увеличить вероятность вымирания малочисленных видов — обитателей прибрежных зон и островов. В 2002 году биолог Э. О. Уилсон подсчитал, что при сохранении текущих темпов антропогенного разрушения биосферы половина всех видов растений и животных на Земле исчезнет в течение 100 лет. Текущие темпы вымирания видов оцениваются в 100—1000 «фоновых» значений скорости вымирания, определяемых эволюционными процессами, тогда как будущие темпы, вероятно, окажутся в 10 000 раз выше. Согласно обзору 2003 года, проведённому в 14 исследовательских центрах по биоразнообразию, из-за изменения климата к 2050 году 15—37 % наземных видов живых существ «подлежат исчезновению». Экологически богатые регионы, которым угрожают наибольшие потери, находятся на юге Африки и в бассейне Карибского моря.
В северных странах, в первую очередь в России и Канаде, расширится зона, благоприятная для сельского хозяйства и жизни людей.
По одному из прогнозов, в результате глобального потепления к 2080 году прирост земель, пригодных для сельского хозяйства составит 4.2 млн км². (в настоящее время — 3,8 млн км² с/х земли). Также из-за снижения вероятности заморозков и увеличения влажности атмосферы земли за счёт увеличенного испарения потеплевшего океана, снизятся риски неурожаев. В Канаде прирост будет ещё более заметным.
Одновременно с глобальным потеплением происходит глобальное озеленение (рост растительной биомассы, в частности, лиственных и хвойных лесов). Ежегодно около половины всех антропогенных выбросов CO2 остаётся в атмосфере, другая половина поглощается океаном и растительностью (примерно в равных долях). Исторически по мере роста выбросов поглощение CO2 наземными экосистемами также увеличивается. Исследования показывают, что за XX век рост биомассы растений составил 31 %, наблюдается более интенсивный захват углекислого газа растительностью после 1980 года. Индекс площади листьев (ИПЛ) довольно быстро растёт почти на половине площади суши, покрытой растительностью. Наибольший вклад в озеленение (70 %) вносит рост концентрации CO2 в атмосфере, имеют значение и другие факторы, глобальные и локальные. Сильнее всего индекс площади листьев вырос в КНР и в Индии, на эти две страны приходится треть общего эффекта глобального озеленения, хотя в сумме они располагают лишь 9 % всей площади растительности. Значительную роль сыграла современная практика получения на сельхозугодьях этих стран нескольких урожаев в год, а также масштабная программа восстановления лесов в Китае.
Но и непреднамеренное озеленение также значительно: с 2000 по 2017 год площадь листьев выросла в России на 6,62 %, в Австралии на 5,62 %, в США на 4,55 %, в ЕС на 7,78 %, в Канаде на 7,13 %. Глобально рост площади листьев за этот период составляет 5 %
Впервые феномен глобального озеленения был обнаружен в середине 1990-х годов на основе анализа спутниковых снимков. Более детальная информация была получена с использованием спутников MODIS, первые исследования на основании их данных опубликованы в 2016 году, их результаты показали значительные масштабы этого явления и его глубокое влияние на углеродный цикл. Данные MODIS позволяют оценить индекс площади листьев (ИПЛ) по цвету поверхности.
Метод имеет свои ограничения: авторы исследования отмечают, что цвет поверхности на снимках не всегда является надёжным показателем количества биомассы на единицу площади. Например, сведение лесов не приводит к изменению цвета, если леса замещаются пастбищами.
Как тренд озеленения поведёт себя в будущем зависит от многих факторов. К примеру, рост производства продовольствия в Индии поддерживается за счёт ирригации. По мере истощения подземных источников воды тенденция может измениться.
Положительный эффект для растений от роста концентрации CO2 также может оказаться ограниченным. Исследования показывают, что растения адаптируются к более высокому уровню CO2 и со временем роль этого фактора уменьшается. 

Глобальное озеленение, лидирующую роль в котором играют Китай и Индия, не компенсирует ущерба природной растительности в тропических регионах, например, в Бразилии и Индонезии. Негативные последствия для экологической устойчивости и биоразнообразия этих экосистем остаются в силе. В тропических лесах потери биомассы от деградации в результате человеческой деятельности вдвое превышают выигрыш от роста лесов.
Применительно к Земле в целом положительные эффекты наблюдающегося озеленения далеко не компенсируют негативных последствий глобального потепления.

### Социальные последствия
Влияние изменения климата на человеческое общество из-за потепления или изменений в характере осадков, или и того, и другого одновременно, было обнаружено во всем мире. Но будущие социальные последствия от изменения климата будут неравномерными. Ожидается, что с увеличением масштабов глобального потепления риски будут возрастать. Все регионы подвержены риску негативного воздействия, но низкоширотные, наименее развитые страны подвергаются наибольшему риску. В исследовании, проведённом в 2015 году, был сделан вывод о том, что экономический рост (ВВП) в более бедных странах намного более подвержен будущему потеплению климата, чем считалось ранее. Ожидается, что на небольших островах и в дельтах рек затопление в результате повышения уровня моря будет угрожать жизненно важной инфраструктуре и населённым пунктам. Это может привести к массовой потере крова в странах с низменными районами, такими как Бангладеш, а также к полной потере гражданства для населения в таких странах, как Мальдивы и Тувалу.
Примеры влияния глобального потепления на человечество включают:
- В 2014 году был проведён метаанализ, согласно которому при повышении температуры на 1 °C уровень насилия увеличивается на 20 %, включая драки, насильственные преступления, массовые беспорядки или войны[135][136][137].
- Оценка 2015 года, основанная на сценарии эмиссии МГЭИК A1B, показала, что дополнительные парниковые газы, высвобождаемые из вечной мерзлоты, приведут к ущербу для мировой экономики в 43 триллиона долларов США[138].
- Урожайность сельскохозяйственных культур в средних и высоких широтах при росте местных температур на 1 — 3 °C несколько увеличится, но дальнейшее потепление приведёт к её снижению. В низких широтах (особенно в засушливых регионах и в тропиках) сельское хозяйство весьма уязвимо. Даже небольшое повышение местных температур (на 1 — 2 °C) усилит опасность голода. В глобальном масштабе потенциал сельскохозяйственного производства растёт при повышении местных средних температур до 1 — 3 °C, снижаясь при дальнейшем потеплении[139].
- Потепление климата привело к изменению образа жизни коренных народов Севера, также появляется всё больше свидетельств подобного влияния на коренные народы в других регионах мира. Региональные последствия изменения климата в настоящее время наблюдаются в большем количестве мест, чем раньше, на всех континентах и в разных районах океана[140].
- Как отмечается в исследовании 2020 года[141], если глобальное потепление будет прогрессировать прежними темпами, то через полвека местожительство до 3,5 миллиарда человек может оказаться в зонах непригодных для жизни погодных условий. Общая территория Земли, на которой среднегодовая температура превысит 29 градусов (как в пустыне Сахара), увеличится с 0,8 % до 19 % суши. Увеличение среднегодовой температуры на Земле на каждый дополнительный градус способно оставить примерно миллиард человек без пригодных для жизни условий существования[142].

### Влияние на здоровье людей
По мнению Всемирной организации здравоохранения, последствия изменения климата в подавляющем большинстве случаев негативны.
ВОЗ утверждает, что изменение климата воздействует на социальные и связанные с окружающей средой факторы здоровья, например, чистый воздух, безопасную питьевую воду, пищевые продукты в достаточном количестве и надёжный кров.
В общем виде влияние на общественное здоровье будет более негативным, чем позитивным. Экстремальные погодные условия будут приводить к травмам и гибели людей, неурожаи угрожают недоеданием.
Влияние жары
Высокая температура приводит к смерти от сердечно-сосудистых и респираторных заболеваний, особенно среди пожилых людей. Например, сильная жара в Европе летом 2003 года привела к более чем 70 000 случаев смерти. Высокая температура в воздухе повышает уровень загрязнителей, например, озона, что приводит к усугублению сердечно-сосудистых и респираторных заболеваний. Во время сильной жары повышается уровень аэроаллергенов, например, пыльцы. Они могут провоцировать астму (которой болеет примерно 300 миллионов человек).
Ежегодно стихийные бедствия, вызванные изменениями климата, приводят более чем к 60 000 случаев смерти, в основном в развивающихся странах.
В некоторых регионах произойдёт переход от смертности от холода к смертности от жары. В 2018 году Центры по контролю и профилактике заболеваний США провели исследование, в котором связали повышение температуры и увеличение числа самоубийств. В работе говорится о том, что жаркие дни увеличивают число самоубийств и могут вызвать более 26 000 самоубийств в США к 2050 году.

### Региональные последствия
Межправительственная комиссия выделила ряд районов, наиболее уязвимых для ожидаемого изменения климата. Это район Сахары, мега-дельты Азии, небольшие острова. Африка является одним из наиболее уязвимых континентов для изменения климата из-за многочисленных существующих стрессов и низкой способности к адаптации. Существующие проблемы включают бедность, политические конфликты и деградацию экосистем. К 2050 году, согласно прогнозам, от 350 до 600 миллионов человек будут испытывать увеличение дефицита воды из-за изменения климата. Прогнозируется, что изменчивость и изменение климата нанесут серьёзный ущерб сельскохозяйственному производству, включая доступ к продовольствию, по всей Африке.
К негативным изменениям в Европе относятся увеличение температур и усиление засух на юге (в результате — уменьшение водных ресурсов и уменьшение выработки гидроэлектроэнергии, уменьшение продукции сельского хозяйства, ухудшение условий туризма), сокращение снежного покрова и отступание горных ледников, увеличение риска сильных паводков и катастрофических наводнений на реках; усиление летних осадков в Центральной и Восточной Европе, увеличение частоты лесных пожаров, пожаров на торфяниках, сокращение продуктивности лесов; возрастание неустойчивости грунтов в Северной Европе. В Арктике — уменьшение площади покровного оледенения, сокращение площади морских льдов, усиление эрозии берегов.
На территории России среднегодовая температура растёт быстрее в 2,5-2,8 раза, чем в среднем на планете. Наиболее быстро «нагревается» территория Крайнего севера, в частности полуостров Таймыр. В 2020 году Россия вышла на третье место в общем объёме выбросов углекислого газа.

## Предотвращение и адаптация
Оценка причин и последствий глобального потепления служит основой для действий по предотвращению и адаптации на уровне государств, корпораций и отдельных людей. Многие экологические организации ратуют за принятие мер против изменения климата, в основном частными потребителями, но также на муниципальном, региональном и правительственном уровнях.
До 2012 года основным мировым соглашением о противодействии глобальному потеплению был Киотский протокол (согласован в декабре 1997, вступил в силу в феврале 2005) — дополнение к Рамочной конвенции ООН об изменении климата. Протокол охватывал более 160 стран мира и покрывал около 55 % общемировых выбросов парниковых газов. Первый этап осуществления протокола закончился в конце 2012 года, второй этап не был согласован участниками, международные переговоры о новом соглашении начались в 2007 году на острове Бали (Индонезия) и были продолжены на конференции ООН в Копенгагене в декабре 2009. Всего за прошедшие годы было проведено более 20 международных конференций стран-участниц Рамочной конвенции ООН об изменении климата. На конференции 2010 года в Канкуне (Мексика) стороны признали своей целью ограничение потепления величиной 2 °C и заявили о «настоятельной необходимости принять неотложные меры» для достижения этой цели. Несмотря на критику со стороны экологических НГО и учёных, страны-участники международных переговоров по изменению климата до настоящего времени избегают применения бюджетного подхода для определения своих обязательств в отношении эмиссии СО2; существует разрыв между обязательствами, которые готовы обсуждать участники международных переговоров, и сокращением эмиссии, необходимым по современным научным данным.

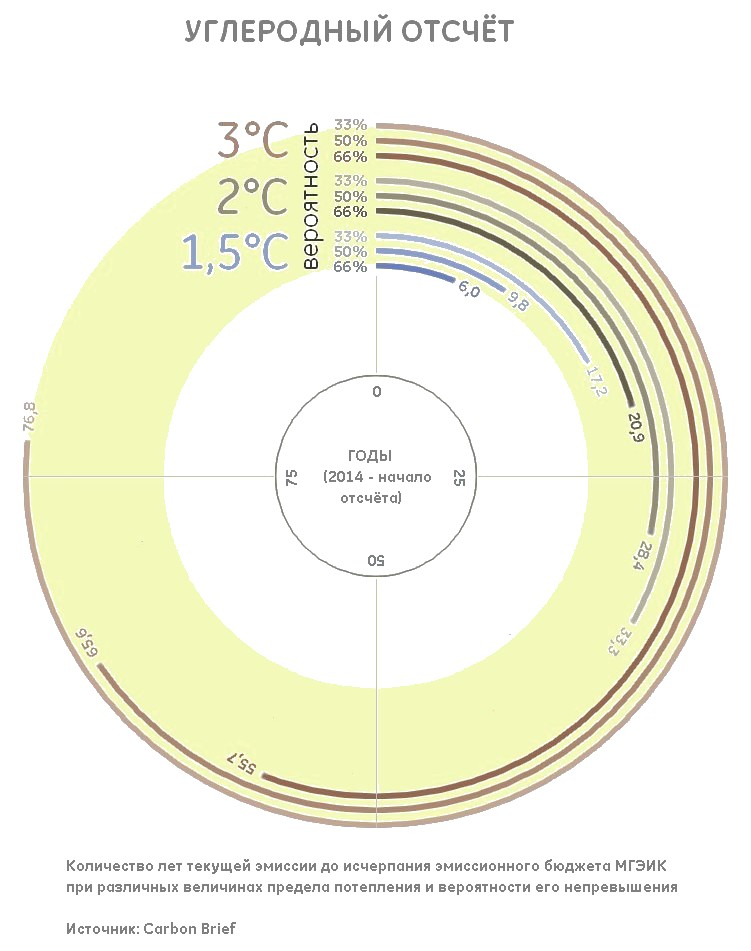
Сроки исчерпания эмиссионного бюджета СО_{2} при сохранении нынешнего уровня эмиссии. На основе данных МГЭИК (см. p. 64 Table 2.2 IPCC’s 5th AR Synthesis Report). Эмиссия за 2010—2014 годы взята согласно оценке Global Carbon Project, данные о текущей эмиссии из Friedlingstein et al 2014.

Отсутствие реальных ограничений международно-правового характера способствует инерционному сценарию инвестиций и нарастающему несоответствию между реальным положением дел в экономике и заявленной целью ограничения опасного потепления. При этом США, Евросоюз и Китай в настоящее время уже располагают объектами инфраструктуры, которые за время их срока службы выбросят в атмосферу больше СО2, чем приходится на долю этих стран при равномерном подушевом распределении глобального эмиссионного бюджета для СО2. Глобальные оценки энергоинфраструктуры показывают, что после 2017 года в мире не должно вводиться в строй новых электростанций на ископаемом топливе. Согласно решениям, принятым в Дурбане, никакое обязывающее климатическое соглашение не будет действовать до 2020 года, несмотря на широко признанную необходимость к этому сроку не только предпринять значимые усилия по сокращению эмиссии, но и достичь глобального пика выбросов.
При ограниченном суммарном бюджете эмиссии любая задержка в достижении её пика резко увеличивает необходимую быстроту и глубину будущих сокращений, с риском сделать их политически и технически неисполнимыми. Согласно некоторым исследованиям, в настоящее время единственной возможностью обеспечить «разумную вероятность» ограничения потепления величиной 2 °C (характеризующей опасное изменение климата), является прекращение увеличения размеров экономик развитых стран и их переход к стратегии антироста.

Значения эмиссии СО_{2} для некоторых стран, рассчитанные на основе производства и потребления.

В 2013 году эмиссия СО2 от сжигания ископаемого топлива и производства цемента составила 36,1 Гт СО2. Доли США и Евросоюза составили 14 % и 10 % от общего объёма, а доля Китая 28 % (см. Список стран по эмиссии CO2). Китай, который в 2006 году впервые сравнялся с США по абсолютной величине выбросов СО2, в настоящее время превосходит по этому показателю США и Евросоюз, вместе взятые, а по уровню эмиссии на душу населения сравнялся с Евросоюзом (см. Список стран по эмиссии СО2 на душу населения). Учёные предполагают, что при сохранении существующих тенденций к 2019-му году доля Китая в производстве углекислого газа будет больше, чем США, Евросоюза и Индии, вместе взятых, при этом доли Евросоюза и Индии станут практически равными.

### Научные данные

Источник: Chancel & Piketty (2015).

Распределение эмиссии СО_{2} между группами населения, ранжированными по их доходам.

Климатические исследования надёжно установили близкую к линейной связь между глобальным потеплением и кумулятивными выбросами CO2 с начала индустриализации. Это означает, что для удержания глобального потепления ниже какого-либо установленного предела (например, 2 °C) с назначенным шансом на успех, необходим эмиссионный бюджет, то есть ограничение будущих совокупных выбросов CO2. Расчётные квоты эмиссии значительно меньше, чем известные запасы ископаемого топлива.
По оценкам доклада IPCC 8 октября 2018 г., для ограничения глобального потепления 1,5 °C, к 2030 г. глобальные выбросы CO2 должны быть сокращены по меньшей мере на 49 % по сравнению с 2017 годом, а к 2050 г. сведены к нулю.
Эмиссионный бюджет означает, что будущие суммарные выбросы CO2, соответствующие заданному потеплению, представляют собой конечный общий глобальный ресурс. Он должен быть разделён между странами, либо через заранее достигнутое международное соглашение, либо как результат национальных усилий, определённых в индивидуальном порядке. Проблема распределения глобальных усилий по смягчению изменения климата рассматривается в научной литературе.
Моделирование климата показывает, что для XXI века хотя бы 50 % вероятность ограничения повышения температуры уровнем 2 °C находится на грани достижимого (если не рассматривать гипотетические варианты с геоинжинирингом и отрицательной эмиссией). Тем не менее работы Anderson & Bows 2008, Raupach и др. 2014 (подробнее см. ниже) рассматривают 50 % вероятность 2 °C в качестве реальной цели усилий по смягчению изменения климата. В связи с накапливающимся воздействием эмиссии многие обсуждавшиеся в прошлом спорные вопросы климатической политики постепенно утрачивают актуальность. Например, глобальный эмиссионный бюджет для предлагавшегося предела потепления 1,5 °C при вероятности 80 % сейчас равен нулю, что делает эту цель практически недостижимой. Предлагавшийся ранее принцип раздела эмиссионного бюджета между странами с учётом их исторического вклада в эмиссию ведёт к очень низкой или нулевой квоте для развитых стран.
В работе Anderson & Bows 2008 проблема определения необходимых усилий различных стран рассматривается исходя из необходимости обеспечить возможность экономического развития для развивающихся стран (принцип справедливости из Копенгагенского соглашения). В силу этого пик эмиссии этих стран отодвигается до 2025 года, при этом эмиссионный бюджет развитых стран определяется как разность между глобальным эмиссионным бюджетом и бюджетом развивающихся стран. При условии немедленного начала практических действий это приводит к темпам снижения эмиссии развитых стран 8—10 % в год. По мнению авторов, такие темпы заведомо несовместимы с экономическим ростом.
Согласно Raupach и др. 2014, решение по разделу эмиссионного бюджета может быть представлено как компромисс между двумя крайними подходами:
- равное право на эмиссию в расчёте на одного человека, независимо от страны проживания;
- раздел эмиссионного бюджета пропорционально фактической текущей эмиссии отдельных стран.

По мнению авторов, практический интерес для переговоров мог бы представлять вариант компромисса вышеуказанных подходов с равным весом каждого из них. В работе есть расчёты диапазонов возможных сокращений для ряда стран, оценивается возможность учёта дополнительных факторов:
Задержка с началом практических действий по смягчению изменений климата на 10 лет будет означать увеличение необходимых глобальных темпов снижения эмиссии СО2 с 5,5 % до 9 % в год.
Учёт эмиссии на основе потребления, а не производства, подразумевает отнесение эмиссии
от производства товаров на счёт тех стран, где эти товары потребляются, независимо от места производства. Этот подход приводит лишь к умеренному снижению процентов сокращений для стран-экспортёров (таких, как Китай), поскольку определяющим фактором для них остаётся очень высокий темп роста эмиссии в настоящее время. Тем не менее такой подход признаётся полезным для успеха переговоров.
Учёт размеров ВВП как фактора при определении необходимых сокращений не приводит к значительным изменениям в обязательствах стран, поскольку ВВП и текущая эмиссия находятся в тесной корреляции с уровнем экономического развития.
В работе Chancel & Piketty 2015 авторы обращают внимание на существенное снижение неравенства эмиссии СО2 между странами за время после подписания Киотского протокола. В то же время, возрастает неравномерность распределения эмиссии между социальными группами внутри отдельных стран. 10 % населения Земли с наиболее высокими доходами ответственны за почти половину глобальной эмиссии СО2. Учёт этого фактора потенциально даёт государствам возможность формулировать более адресную климатическую политику, которая, затрагивая относительно небольшую часть населения, позволяла бы при этом достичь достаточно радикальных сокращений эмиссии.
По мнению известного климатолога Кевина Андерсона, сокращение глобальной эмиссии на 30 % возможно в пределах одного года, если ограничить индивидуальную эмиссию «верхних» 10 % населения величиной, характерной для среднестатистического жителя Европы.
Ряд ведущих климатологов высказались в пользу снижения глобальной эмиссии вдвое за каждое последующее десятилетие. По их мнению, такая цель достижима с использованием имеющихся технологий и политических инструментов. Возможные меры включают в себя плату за выбросы CO2 в размере 50 $ за тонну и глобальный запрет на использование на дорогах любых транспортных средств с двигателями внутреннего сгорания начиная с 2030 года.
Конечной целью снижения глобальной эмиссии является негативная эмиссия углекислого газа — превышение извлечения его из атмосферы над выбросами в атмосферу. Для ограничения температуры глобального потепления 1,5 °C, до 2100 года из атмосферы Земли должен быть извлечён 1 трлн тонн углекислого газа.
В августе 2021 года IPCC опубликовал доклад, согласно которому удержать потепление в пределах 1,5°С возможно с вероятностью 50 % при условии, что в атмосферу в период с 2020 года и до конца века будет выброшено не более 500 млрд тонн CO₂. Сейчас выбрасывается порядка 40 млрд тонн CO₂ в год. Без немедленного и резкого сокращения выбросов средняя температура может повыситься более чем на 2°С к концу столетия.

### Киотский протокол
Киотский протокол — это международный договор, заключённый для реализации целей Рамочной конвенции ООН об изменении климата (РКИК ООН), которая обязывает государства-участники сократить выбросы парниковых газов. Он был подписан в 1997 году и вступил в силу 16 февраля 2005 года. К нему присоединились 192 страны.
Официальной целью конвенции является снижение концентрации парниковых газов в атмосфере до «уровня, который не допускал бы опасного антропогенного воздействия на климатическую систему» (ст. 2). Протокол включал количественные обязательства 38 развитых стран (перечисленных в Приложении 1 к Рамочной конвенции) ограничить выбросы парниковых газов. В зависимости от конкретной страны их эмиссия к 2012 году должна была составить 92—110 % от уровня 1990 года. Предусматривалась торговля квотами на эмиссию между странами, а также возможность исполнения национальных обязательств по сокращению эмиссии путём инвестиций в проекты соответствующей направленности в других странах, в том числе не входящих в Приложение 1. Страны-участники создали национальные системы учёта эмиссии парниковых газов. Для стран, не входящих в Приложение 1, создание таких систем было необходимым условием для получения инвестиций в совместных проектах с развитыми странами. Предусматривался мониторинг исполнения обязательств и санкции за их неисполнение.
Первый период действия протокола закончился в 2012 году, планировался второй период, с этой целью на конференции в Дохе были приняты поправки к протоколу, но процесс их ратификации застопорился. По состоянию на ноябрь 2015 года поправки ратифицировали только 59 государств, в то время как для вступления их в силу требуется участие как минимум 144 государств. При этом из 37 стран с обязывающими целями в рамках второго этапа протокола только 7 ратифицировали поправки. Россия, наряду с Японией и Новой Зеландией, принимала участие в первом раунде Киото, но отказалась участвовать во втором. Соединённые Штаты подписали первый этап соглашения, но не ратифицировали его. На последующих конференциях по климату возможность продления Киотского протокола не обсуждалась.
Издержки сторон от участия в соглашении были невелики: соответствующее снижение ВВП стран Приложения 1 составило менее 0,05 %. Всемирный банк оценивает роль Киотского протокола в ограничении эмиссии как незначительную. Протокол был подписан в 1997 году, но к 2006 году эмиссия от сжигания ископаемого топлива выросла на 24 %, в основном за счёт стран, не входящих в Приложение 1.

### Парижское соглашение
Целью соглашения (согласно статье 2) является «активизировать осуществление» Рамочной конвенции ООН по изменению климата, в частности, удержать рост глобальной средней температуры «намного ниже» 2 °C и «приложить усилия» для ограничения роста температуры величиной 1,5 °C.
Участники соглашения объявили, что пик эмиссии СО2 должен быть достигнут «настолько скоро, насколько это окажется возможным».
Страны-участники определяют свои вклады в достижение декларированной общей цели в индивидуальном порядке, пересматривают их раз в пять лет. В соглашении говорится о недостаточности предложенных в настоящее время национальных вкладов, а также об «амбициозности» и «прогрессе» по мере их пересмотра. Не предусматривается никакого механизма принуждения, как в отношении декларирования национальных целей, так и в обеспечении обязательности их достижения.

### Реализуемость потепления в пределах 1.5 и 2 градуса
Сроки исчерпания эмиссионного бюджета СО2 при сохранении нынешнего уровня эмиссии.
Согласно современным научным представлениям, заданный предел потепления в сочетании с вероятностью его непревышения определяет величину доступного эмиссионного бюджета, то есть будущих совокупных выбросов СО2. Моделирование климата показывает, что для XXI века хотя бы 50 % вероятность 2 °C находится на грани достижимого, а эмиссионный бюджет для 80 % вероятности 1,5 °C равен нулю.
Изменение пищевых привычек (переход на диету, насыщенную растительными продуктами; снижение калорийности рациона до оптимальных уровней), снижение уровня пищевых отходов на 50 %, а также модернизация сельскохозяйственных практик (повышение урожайности на 50 %, снижение углеродного следа производства продуктов питания на 40 %) позволят не допустить роста температуры в 2 °C к 2100 году с 67 % вероятностью (при условии сокращения до нуля всех выбросов, не относящихся к пищевой индустрии, к 2050 году).

## Отношение общественности

### Позиция экологических организаций
Совместное письмо НГО:
Гринпис, WWF и Центр международного экологического права считают, что топ-менеджеры бизнеса на ископаемом топливе могут быть привлечены к ответственности за финансирование отрицания изменения климата и противодействие политическим мерам, направленным на борьбу с изменением климата.
Экологические организации в 2014 г. обратились с официальным письмом к руководителям крупных страховых компаний, а также компаний по добыче ископаемого топлива и ряда других крупных компаний, требуя разъяснений, кто персонально будет платить по счетам, если такого рода иски будут предъявлены их руководителям или сотрудникам.

#### Бойкот инвестиций
С 2011 года ряд экологических групп проводит кампанию против инвестиций в ископаемое топливо, поясняя свою позицию следующим образом:
Если разрушать климат — это неправильно, то и получать прибыль от этого разрушения — тоже неправильно.
—  350.org
Первоначально кампания затрагивала в основном университеты, затем к ней стали присоединяться муниципальные власти, пенсионные фонды и другие финансово и политически значимые структуры (например, городские власти Парижа и Нью-Йорка).
По мнению одного из инициаторов бойкота Билла Мак-Киббена, эти действия наносят затронутым компаниям прямой финансовый ущерб. Он ссылается на пример крупнейшей в мире частной угольной компании Peabody Energy, которая незадолго до своего банкротства констатировала в официальном отчёте, что, помимо прочего, «усилия по деинвестированию влияют на инвестиционный климат, что может существенно затронуть спрос на нашу продукцию». Обеспокоенность выражает и компания Shell («некоторые инвесторы подвергаются давлению определённых групп с целью заставить их вывести инвестиции из ископаемого топлива»).
Всемирный банк объявил о планах приостановить в 2019 году финансирование нефтяных и газовых проектов[обновить данные].
Первым государством, присоединившимся к бойкоту инвестиций, стала Ирландия.

### Позиция Ватикана
Папа Римский Франциск предпринял беспрецедентный шаг, опубликовав в 2015 году специальную энциклику Laudato si’, посвящённую проблеме климата и защите окружающей среды.
Согласно энциклике: «Наш общий дом разрушается, больше всего страдают бедные».
Папа указал на необходимость «в течение ближайших нескольких лет» радикально снизить эмиссию парниковых газов; богатым странам следовало ограничить потребление энергии из невозобновляемых источников, а также задуматься о сдерживании экономического роста и даже о «шагах в обратном направлении, пока не поздно».
Папа осудил преувеличенное внимание к росту населения, указав на большую важность «экстремального» уровня потребления привилегированного меньшинства.
Он обвинил тех, кто обладает политической и экономической властью, в «маскировке проблемы»; провал международных переговоров по климату объяснён в документе Святого Престола влиянием «частных интересов», которые одерживают верх над защитой общего блага и манипулируют информацией таким образом, чтобы их планы не были нарушены.
Обнародованию энциклики предшествовала публикация специального доклада Папской академии наук, в котором утверждается, что предел потепления 2 °C требует «глубокой декарбонизации энергетической системы к середине столетия и достижения близкой к нулю эмиссии к 2070 году», при этом речь идёт не просто о благополучии будущих поколений, а о самом существовании человеческой цивилизации.

## Критика

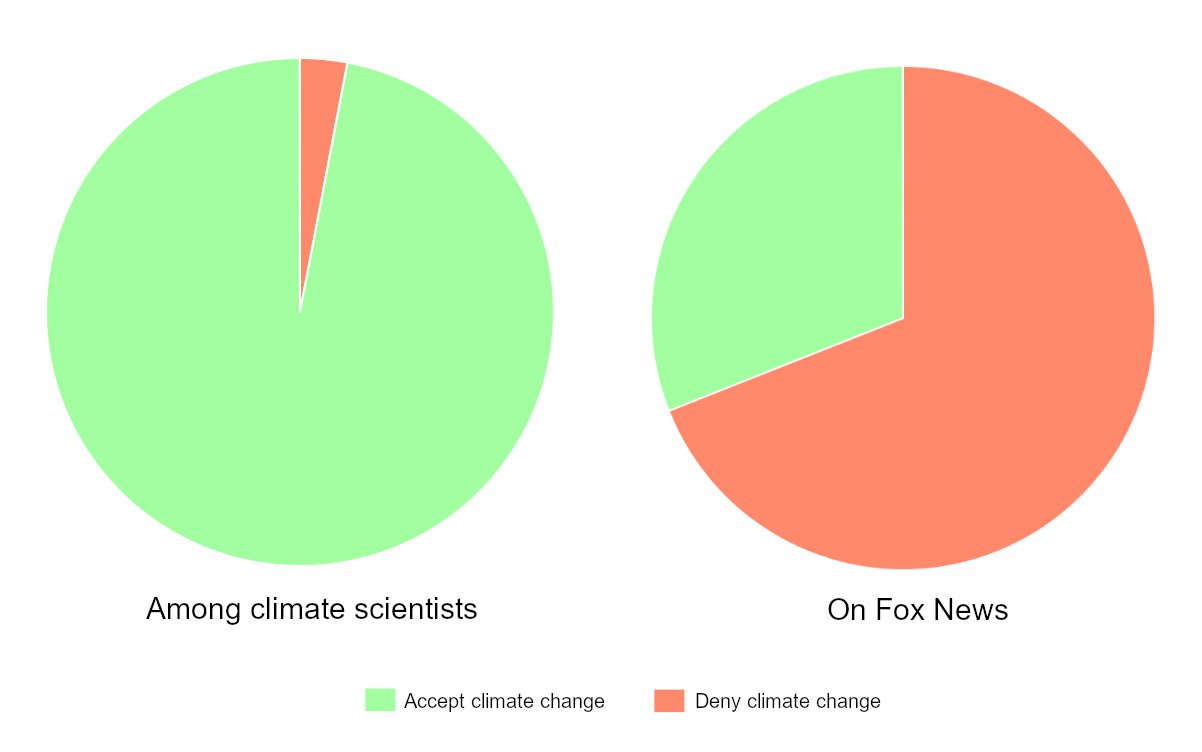
Ложный баланс в СМИ: в 2013 году 97 % опрошенных учёных-климатологов считали, что глобальное потепление происходит, 3 % — отрицали его. Среди гостей Fox News в конце 2013 года это соотношение было представлено как более равный баланс: 31 % приглашённых считали, что глобальное потепление происходит, а 69 % — отрицали его.

Климатическим скептицизмом называют недоверие к научным представлениям о глобальном потеплении вплоть до их отрицания. Климатические скептики отвергают или подвергают сомнению научный консенсус об антропогенном изменении климата. Предметом сомнений может быть сам факт потепления, либо роль людей в этом процессе, либо его опасность. Климатический скептицизм является распространённым общественным настроением во многих странах мира. Он препятствует политическим решениям, направленным на предотвращение опасного уровня глобального потепления.
Исследования показывают, что обычно более распространено скептическое отношение к антропогенному характеру потепления, чем отрицание самого факта повышения температур. Однако весьма распространено и последнее: около трети населения США (38 % в 2010 г.) придерживаются мнения, что никакого потепления не происходит, 40 % британцев согласны с утверждением «серьёзность глобального потепления сильно преувеличена», в Европе в целом эту точку зрения поддерживают 27 % населения.
Причины, заставляющие людей проявлять скепсис или не интересоваться изменением климата, могут быть многообразны. В их числе общее недоверие к науке об окружающей среде и к любым авторитетам и обращениям в этой области, нежелание менять своё поведение, уныние, вызванное чувством беспомощности; в то время как другим просто надоела эта тема. Для текущей динамики скептических настроений статистически значимыми являются даже такие факторы, как погода или скандалы в СМИ (напр. Климатгейт). Значительную роль играют мотивированные идеологически или финансово пропагандистские кампании, направленные на отрицание изменения климата.
Климатический скептицизм связан с сомнением в научном консенсусе об изменении климата. Это сомнение, выражаемое широкой общественностью, может частично быть продуктом освещения темы климата в СМИ в качестве спорного и неопределённого вопроса.
Небольшое, но хорошо организованное движение, которое произвело на свет большую часть скептической литературы, способно создать впечатление, что есть значительные разногласия среди учёных. Дополнительным фактором являются журналистские нормы, требующие для равновесия давать слово обеим сторонам спора, даже если есть широкий консенсус среди учёных. По результатам проведённого в 2010 году социологического исследования, 38 % американцев считают, что «среди учёных есть много разногласий в вопросе о том, происходит или нет глобальное потепление». По большинству аспектов изменения климата в научном сообществе практически полный консенсус, в частности, 97—98 % исследователей климата поддерживают научные представления об антропогенных изменениях климата, изложенные МГЭИК, а опыт и научные достижения исследователей, подвергающих сомнению антропогенное изменение климата, существенно ниже, чем у учёных, поддерживающих этот консенсус.

## Цифры и факты

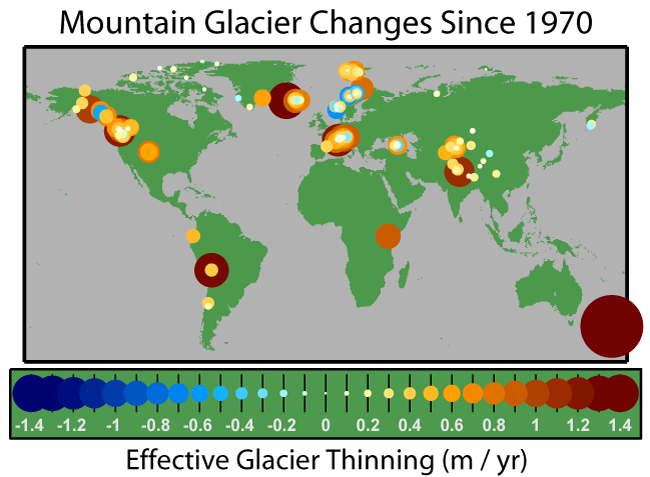
Карта изменения толщины горных ледников с 1970 года. Утоньшение в оранжевых и красных цветах, утолщение — в синих.

Одним из наиболее наглядных процессов, связанных с глобальным потеплением, является таяние ледников.
- За последние полвека температура на юго-западе Антарктики, на Антарктическом полуострове, возросла на 2,5 °C. В 2002 году от шельфового ледника Ларсена площадью 48 000 км², расположенного на Антарктическом полуострове, откололся айсберг площадью 3250 км². Весь процесс разрушения занял всего 35 дней. Таяние шельфового ледника привело к выбросу большого количества айсбергов (свыше тысячи) в море Уэдделла[211]. Начиная с 50-х годов 20 века площадь ледника сократилась на треть[212]. А 10-12 июля 2017 года от ледника вновь откололся айсберг, на этот раз площадью около 6000 км² и массой около 1 трлн тонн.

Масса льдов Антарктики уменьшается ускоряющимися темпами. Тем не менее площадь оледенения Антарктики растёт. По мнению специалистов, процесс, предохраняющий ледники от сокращения площади, в ближайшие десятилетия прекратится, ускорив таяние ледников.
Отмечено ускорение процесса деградации многолетней мерзлоты.
- С начала 1970-х годов температура многолетнемёрзлых грунтов в Западной Сибири повысилась на 1,0 °C, в центральной Якутии — на 1—1,5 °C. На севере Аляски с середины 1980-х годов температура верхнего слоя мёрзлых пород увеличилась на 3 °C[215].
- В сентябре 2005 года американский исследователь Деннис Шмитт[англ.] обнаружил, что полуостров, который был соединён с Землёй Ливерпуля[англ.] (Гренландия) льдом ещё в 2002 году, стал островом[216]. До этого толстый слой льда не позволял обнаружить воду и понять, что перед исследователями остров, а не полуостров. Объект был назван Остров Потепления.
- В 2022 году объём ледников на территории Швейцарии сократился на 6 %, или на 3 км³.

### Комментарии
1. ↑  Данные слова здесь означают вероятность более 95 %, см. примечание далее по тексту.